# Anette Olzon
Anette Ingegerd Olsson, känd som Anette Olzon, född den 21 juni 1971 i Katrineholm, är en svensk sångerska. Olzons karriär började i det svenska bandet Alyson Avenue, varefter hon frontade det finländska symphonic power metal-bandet Nightwish 2007–12. Hon har även gästsjungit ihop med band som Brother Firetribe, Pain och The Rasmus. Hon bor i Helsingborg.

## Uppväxt och ungdom
Anette Olzon uppfostrades av en musikalisk familj, Olzon har sjungit ända sedan barnsben. Hennes mor tvingade även Olzon att spela Oboe i 8 år. Hon turnerade med sin mors band och framförde låtar med dem vid vissa tillfällen. Senare började hon att delta i olika talangtävlingar där hon fick massor av lovord. När hon var 17 år gick hon med i sitt första riktiga band. Bandet hette Taker Cover och var ett cover band. Det blev dock en kort vistelse i bandet för Olzon. När hon var 21 år spelade hon huvudrollen i rock opera/musikalen "Gränsland" som uppspelades i Helsingborg. Efter detta kom hon in i Balettakademien i Göteborg. Hon sjöng i körer, gjorde studioarbete för olika projekt och ibland uppträdde hon som bröllopssångare. [källa behövs] Olzon spelade även in en duett, Two of a kind, med Michael Bormann till hans album "Conspiracy". 
Olzon tog musiklektioner i Helsingør, Danmark med en privatlärare. Numera tar hon lektioner i Malmö med en privatlärare om det behövs. 

## Karriär

### Med Alyson Avenue (1999–2007)
Olzon gick med i det svenska bandet Alyson Avenue 1999. I början var det tänkt att hon skulle spela in vissa låtar i studion, men sedan fick hon ersätta deras manliga sångare.[källa behövs] Bandet fick enorm positiv feedback 1999 efter att de hade skickat en demo. Detta gjorde att de kunde ta kontakt med skivbolag. Dock så skrevs inget kontrakt och de fick spela in ännu en demo. Denna gång var det på 4 låtar, detta resulterade i ett kontrakt med skivbolaget AOR Heaven.
I november 2000 släppte bandet sitt första album Presence of Mind, albumet fick goda betyg och sålde mer exemplar än väntat. Deras nästa album Omega släpptes 2003.  Olzon lämnade bandet 2007 efter att Nightwish hade gått ut med att de sökte en ny sångare. Bandet hjälpte då Olzon att spela in en demo som resulterade i att Olzon senare blev medlem i Nightwish.

### Med Nightwish (2007–2012)

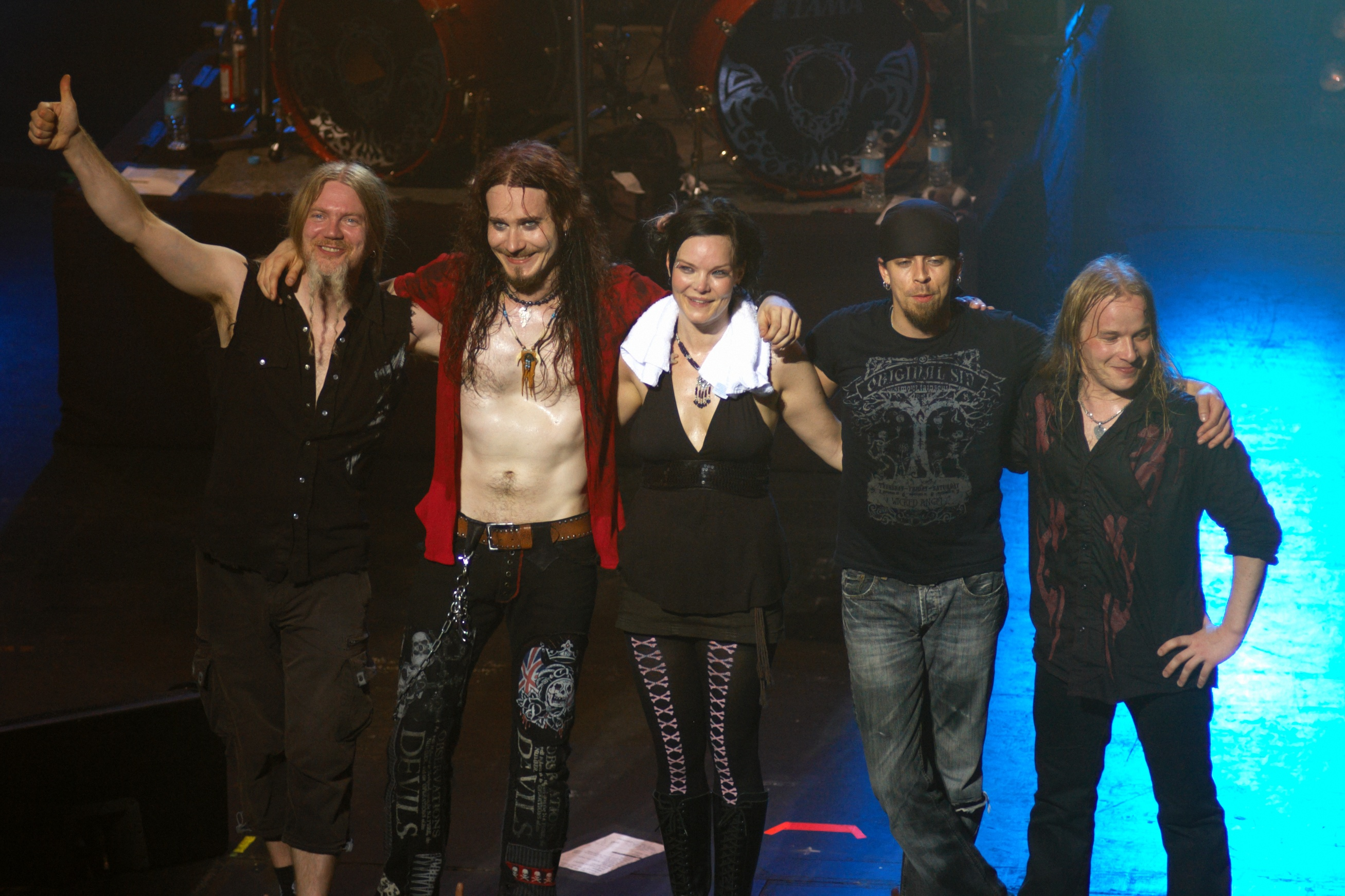
Anette live med Nightwish i Melbourne, Australien, den 30 januari, 2008.

Olzon gick officiellt med i Nightwish som deras sångare 2007, det var ungefär 2000 artister som sökte tjänsten och Nightwish valde då ut 10 stycken som skulle få uppträda framför bandet som en slutgiltig uttagning.  I Olzons demo hade hon spelat in Nightwishs låt 'Ever Dream' från albumet 'Century Child' med hjälp av sitt förra band, Alyson Avenue. Olzons demo var en av de första som Nightwish fick inskickade. I början nekades hon dock tjänsten, då bandets keyboardspelare, Tuomas Holopainen var tveksam till om hon kunde vara ute på turné så mycket som det var planerat då hon hade en ung son.[källa behövs] Men Olzon ville inte ge upp där; hon skickade in en DVD där hon uppträdde med Alyson Avenue. Det uppskattades av Nightwish, som ändrade åsikt.  Efter en lång väntan kontaktades till slut Olzon av Tuomas Holopainen som sade att bandet hade valt henne till deras nya sångare. Detta hände den 30 januari 2007.
Den 24 maj gick de officiellt ut med att Olzon var deras nya sångare. 
En dag efter, den 25 maj, släppte bandet den första låten i albumet de höll på att jobba med, Eva. Låten släpptes dock bara på internet och inkomsterna gick till välgörenhetsorganisationer.[källa behövs] Detta var Olzons första låt med hennes nya band. Det var i början tänkt att låten skulle släppas den 30 maj, men på grund av en läcka från ett brittiskt nedladdningssida släppte bandet låten 5 dagar tidigare. Den 13 juni släppte bandet sitt första album med Olzon som sångare, Dark Passion Play. Detta var bandets sjätte album. Även låten som släppts den 25 maj, Eva, fanns med. 
Dark Passion Play sålde över 1,5 miljon exemplar och tog sig in på flera topplistor.
Den 22 september 2007 hade bandet sitt första liveuppträdande med Olzon. Dock så var detta hemligt och de utgav sig vara ett coverband till Nightwish, och kallade sig "Nachtwasser". Spelningen gjordes i Estlands huvudstad, Tallinn. Bandets första live spelning med Olzon var i Tel Aviv, Israel den 6 oktober 2007. Turnén till albumet Dark Passion Play skulle bli bandets längsta dittills. Den varade från slutet av 2007 till september 2009 där de uppträdde i stora delar av Europa, men även i Kanada, USA, Australien och Asien. Turnén avslutades i Finlands huvudstad Helsingfors i Hartwall Arena tillsammans med bandet Apocalyptica
Den 1 oktober 2012 meddelade bandet att de och Olzon gått skilda vägar och att hon ersattes av Floor Jansen under resten av den pågående världsturnén Imaginaerum.

### Gästmedverkan
Under 2008 spelade hon in duetten "October & April" tillsammans med rockgruppen The Rasmus, som var meningen att finnas med på The Rasmus nyaste album Black Roses, men var inte det eftersom sångaren Lauri Ylönen ansåg att låten inte passade in på albumet. Låten släpptes dock på deras samlingsalbum Best of 2001–2009 i november. Hon spelade även in en låt med bandet Brother Firetribe till deras andra album. Den 13 augusti framförde hon två av Nightwishs låtar, "Kuolema Tekee Taiteilijan och "Meadows of Heaven" tillsammans med Sveriges Radios Symfoniorkester, dessa två låtar hade hon aldrig tidigare framfört. 

### Framtida soloalbum
Olzons kommande soloalbum samproduceras tillsammans med Anders Bagge som tidigare har jobbat med kända artister som Madonna, Celine Dion, Janet Jackson och Jessica Simpson. Han var även jurymedlem i det svenska programmet Idol och producent av tv-serien "Made in Sweden". Olzon säger själv att albumet inte kommer att vara något Heavy metal-album, utan det kommer mer vara som rockmusik. 

Olzon skrev dock den 3 februari 2010 på sin blogg att hon inte tänkte fortsätta på sitt soloalbum. 
| ” | The factors are mainly that I want to focus on my family during this break from Nightwish. I am sure I will do a solo some other time, but at this time it doesn't fit into my life and then it's better to not do it, than to do it and it just wont feel good. | „ |

(Svenska :Faktorerna är främst att jag vill fokusera på min familj under Nightwishs uppehåll. Jag är säker på att jag kommer att göra ett soloalbum någon annan gång, men just nu passar det inte in i mitt liv och då är det bättre att inte göra det, än att göra det samtidigt som det inte känns bra.) Den 3 mars gick hon ut med mera info på sin blogg om varför hon valde att inte göra albumet, där förklarade hon att hon hade blivit gravid med sitt andra barn. Den 30 juli föddes hennes son med hjälp av kejsarsnitt. 

## Privatliv
Olzon bor med sin pojkvän Johan Husgafvel, som är basist i Pain, sin son Seth som föddes 2001 och sin andra son, Nemo som föddes den 30 juni 2010.

## Diskografi
| Studioalbum - Dark Passion Play (2007) - Imaginaerum (2011) Livealbum - Made in Hong Kong (And in Various Other Places) (2009) EP - Made in Hong Kong (And in Various Other Places) (2009) Singlar - "Eva" (2007) - "Amaranth" (2007) - "Bye Bye Beautiful" (2008) - "The Islander" (2008) - "Storytime" (2011) - "The Crow, the Owl and the Dove" (2012) | Studioalbum - Presence Of Mind (2000 / Utgiven igen 2009) - Omega (2004 / Utgiven igen 2009 som en Omega II) Singlar - I Am (Your Pleasuremaker) (2004) Samlingar - Munich's Hardest Hits - Melodic Rock - Fireworks Magazine - Total Frontfork - 2006: Conspiracy (Michael Bormann) - 2006: Crimson Skies (Cloudscape) - 2008: Heart Full of Fire (Brother Firetribe) - 2008: Follow Me, Feed Us (Pain) - 2009: October & April (The Rasmus) - 2010: Open Your Eyes (Sweden United) - 2011: Changes (Alyson Avenue) (Bakgrundssångare i låtarna ”Liar”, ”Into The Fire”, ”Always Keep On Loving You”, ”Fallen”) - 2012: Cathedral Walls (Swallow the Sun) |